# Eurovision - Australia Decides 2022
La terza edizione di Eurovision - Australia Decides si è svolta il 26 febbraio 2022 e ha selezionato il rappresentante dell'Australia all'Eurovision Song Contest 2022 a Torino, in Italia.
Il vincitore è stato Sheldon Riley con Not the Same.

## Organizzazione
L'emittente australiana Special Broadcasting Service (SBS) ha confermato la partecipazione dell'Australia all'Eurovision Song Contest 2022 il 16 giugno 2021, annunciando inoltre l'organizzazione, dopo un anno di pausa, della 3ª edizione di Eurovision - Australia Decides per selezionare il proprio rappresentante. Il 26 agosto 2021 l'emittente ha dato la possibilità agli aspiranti partecipanti di inviare i propri brani entro il 26 settembre successivo, con la condizione che le canzoni fossero scritte in lingua inglese o in una delle lingue australiane aborigene e che almeno la metà dei compositori fossero cittadini o residenti permanenti in Australia.
Il festival si è svolto in un'unica serata da 11 partecipanti dove il voto combinato dei giurati e del pubblico ha decretato il vincitore. Come nelle edizioni precedenti, i partecipanti si sono esibiti la sera prima della finale di fronte alla giuria, il cui voto è andato a comporre metà del totale insieme al televoto.

### Giuria
La giuria è stata composta da:
- Darren Hayes, cantautore;
- Millie Petriella, membro dell'APRA AMCOS;
- Emily Grigg, responsabile dell'intretterimento;
- Paul Clarke, produttore e direttore creativo;
- Alexandra Rotan, cantante e rappresentante della Norvegia all'Eurovision Song Contest 2019 come parte dei Keiino.

## Partecipanti
SBS ha selezionato i primi 10 partecipanti fra le proposte ricevute, annunciati in tre differenti occasioni: il 28 ottobre, il 26 novembre e il 14 dicembre 2021.
Dal 14 dicembre 2021 al 16 gennaio 2022 è stato aperto un contest sulla piattaforma social TikTok per la scelta di un ulteriore partecipante. Il 3 febbraio 2022 Erica Padilla è stata annunciata come vincitrice del concorso e, di conseguenza, 11ª finalista di Eurovision - Australia Decides.
| Artista                      | Titolo                 | Lingua  | Compositori                                                           |
| ---------------------------- | ---------------------- | ------- | --------------------------------------------------------------------- |
| Andrew Lambrou               | Electrify              | Inglese | Andrew Lambrou, Joseph de la Hoyde, Nick de la Hoyde, Tim de la Hoyde |
| Charley                      | I Suck at Being Lonely | Inglese | Claire Howell, James Vincent, Thomas Walter Jordan, Jonathan Dreyfus  |
| Erica Padilla                | To the Bottom          | Inglese | Erica Padilla, Isabella Padilla, Ally Eley, Sean Carey                |
| G-Nat!on                     | Bite Me                | Inglese | Erin McKellar, Leea Nanos, Michael Paynter                            |
| Isaiah Firebrace & Evie Irie | When I'm with You      | Inglese | Isaiah Firebrace, Evie Irie, Taka Perry                               |
| Jaguar Jonze                 | Little Fires           | Inglese | Deena Lynch, Louis Schoorl, P.J. Harding                              |
| Jude York                    | I Won't Need to Dream  | Inglese | Jude York, Billy Stonecipher                                          |
| Paulini                      | We Are One             | Inglese | Rick Price, John Capek                                                |
| Seann Miley Moore            | My Body                | Inglese | Ianna Rogers, Imogen Jones, Vanessa Rogers, Sean Carey                |
| Sheldon Riley                | Not the Same           | Inglese | Sheldon Riley, Cam Nacson, Timi Temple                                |
| Voyager                      | Dreamer                | Inglese | Alex Canion, Ashley Doodkorte, Daniel Estrin, Scott Kay, Simone Dow   |

## Finale
La finale si è tenuta il 26 febbraio 2022 presso il Convention and Exhibition Centre di Gold Coast ed è stata presentata da Joel Creasey e Myf Warhurst, con Dylan Lewis nella green room. L'ordine di uscita è stato reso noto il 24 febbraio 2022, in occasione della serata dedicata al voto della giuria.
A vincere il voto della giuria e il televoto sono stati rispettivamente Jaguar Jonze e i Voyager; tuttavia, i punteggi inferiori dal televoto della prima e dal voto della giuria per i secondi hanno fatto sì che Sheldon Riley, secondo classificato in entrambe votazioni, venisse proclamato vincitore una volta sommati i punti.
L'evento dal vivo ha registrato dati di ascolto considerevolmente bassi, totalizzando circa la metà dei telespettatori dell'edizione precedente. 140 000 australiani hanno seguito le esibizioni, 171 000 erano sintonizzati durante l'annuncio dei voti e 189 000 hanno assistito all'incoronazione di Sheldon Riley come vincitore.
| #  | Artista                      | Brano                  | Punteggio | Punteggio | Punteggio | Risultato |
| #  | Artista                      | Brano                  | Giuria    | Televoto  | Totale    | Risultato |
| -- | ---------------------------- | ---------------------- | --------- | --------- | --------- | --------- |
| 1  | G-Nat!on                     | Bite Me                | 11        | 45        | 56        | 5         |
| 2  | Erica Padilla                | To the Bottom          | 20        | 25        | 45        | 9         |
| 3  | Seann Miley Moore            | My Body                | 18        | 5         | 23        | 11        |
| 4  | Charley                      | I Suck at Being Lonely | 33        | 30        | 63        | 4         |
| 5  | Andrew Lambrou               | Electrify              | 16        | 35        | 51        | 7         |
| 6  | Sheldon Riley                | Not the Same           | 50        | 50        | 100       | 1         |
| 7  | Paulini                      | We Are One             | 32        | 20        | 52        | 6         |
| 8  | Jaguar Jonze                 | Little Fires           | 51        | 40        | 91        | 3         |
| 9  | Isaiah Firebrace & Evie Irie | When I'm with You      | 35        | 10        | 45        | 10        |
| 10 | Voyager                      | Dreamer                | 37        | 60        | 97        | 2         |
| 11 | Jude York                    | I Won't Need to Dream  | 32        | 15        | 47        | 8         |